# ناتالي أنتر
ناتالي أنتر (من مواليد 6 أبريل 1980) هي لاعبة كرة لينة إيطالية شاركت في دورة الألعاب الأولمبية الصيفية لعام 2004. 